# Estación Ōtsuka
La estación Otsuka (大塚駅 Ōtsuka-eki?) de la Línea Yamanote, es operada por la East Japan Railway Company (JR East). Se encuentra ubicada en el barrio especial de Toshima, en la prefectura de Tokio, Japón. La estación abrió el 1 de abril de 1903, y permite hacer transbordo con la estación Ōtsuka-Ekimae de la línea de tranvías Toden Arakawa.
Cuenta con una oficina MARS (マルス Marusu?), para reserva de boletos en todas las líneas JR. En el año 2013 se inauguró un nuevo acceso al sur de la estación.

## Otros servicios
- Toei Bus
  - Línea 2: hacía estación Kinshichō
  - Línea 60: hacía el Parque Ueno
  - Línea 60: hacía la estación Ikebukuro
- Línea Toden Arakawa
  - Estación Ōtsuka-Ekimae

## Sitios de interés
- Parque Otsukadai
- Iglesia de Sugamo
- Parque Minamiotsuka
- Estación policial de Sugamo
- Buró de construcción de Tokio